# Фосфористість вугілля
Фосфористість вугілля (англ. phosphorus content of coal; нім. Phosphorgehalt m) – вміст у вугіллі фосфору та його сполук, виражений у відсотках від маси вугілля. 
Фосфор у кам’яному вугіллі присутній в невеликій кількості. Так вміст фосфору у вугіллі Донбасу складає від 0,007 до 0,062%, вугіллі Кузбасу – до 0,12-0,17%. Він майже повністю переходить в кокс під час процесу коксування. Враховуючи те, що головним джерелом фосфору в чавуні і сталі є кокс, з якого фосфор майже повністю переходить у метал під час процесу доменної плавки, а також ту обставину, що фосфор додає металу холодноламкість, – підвищену крихкість при кімнатній і більш низьких температурах, – його вміст у коксі нормується (0,015%). Задане значення досягають шляхом врахування мінералогічного складу вугілля за фосфором при його збагаченні, а також підбору вугільної шихти для коксування з врахуванням вмісту фосфору у вугільному концентраті. 